# Dave Legeno
David „Dave” Legeno (ur. 12 października 1963, zm. w lipcu 2014) – brytyjski aktor filmowy i telewizyjny, zawodnik mieszanych sztuk walki. Występował w roli wilkołaka Fenrira Greybacka w filmach o Harrym Potterze.

## Życie prywatne
W latach 1987–2007 jego żoną była Angel Legeno, z którą miał jedno dziecko.
6 lipca 2014 roku ciało aktora zostało znalezione przez parę turystów w Dolinie Śmierci w Kalifornii w Stanach Zjednoczonych. Teren był na tyle odległy, że potrzebowano helikoptera do przetransportowania zwłok. Legeno zmarł prawdopodobnie w wyniku udaru cieplnego i odwodnienia. Istnieje prawdopodobieństwo, że zmarł na 4–5 dni przed jego znalezieniem.

## Filmografia

### Filmy i seriale
- 2000: Przekręt – John
- 2004–2005: EastEnders – Tudor (2 odcinki)
- 2005: Batman: Początek – wojownik Ligi Cieni
- 2006: Alex Rider: Misja Stormbreaker – Bear
- 2007: Imperium Romana – gangster (1 odcinek)
- 2007: Elizabeth: Złoty wiek – kat
- 2007: Emmerdale – Seamus Flint (1 odcinek)
- 2008: Zarżnięci żywcem – farmer
- 2009: Harry Potter i Książę Półkrwi – Fenrir Greyback
- 2009: Morderczy występ – Oleg Kazov
- 2009: Brudna Robota – Marty (1 odcinek)
- 2010: Centurion – Vortix
- 2010: Tajniacy – Gilles Rigaut (1 odcinek)
- 2010: Harry Potter i Insygnia Śmierci: Część I – Fenrir Greyback
- 2011: Harry Potter i Insygnia Śmierci: Część II – Fenrir Greyback
- 2011: Wielkie Nadzieje – Borrit (1 odcinek)
- 2011–2014: Prawdziwa historia rodu Borgiów – Guidebaldo de Montefeltro (4 odcinki)
- 2012: Kruk: Zagadka zbrodni – Percy
- 2012: Królewna Śnieżka i Łowca – Broch
- 2013: Ripper Street – George (1 odcinek)

### Role głosowe
- 2004: The Getaway: Black Monday – Eddie O’Connor
- 2009: Harry Potter i Książę Półkrwi – Fenrir Greyback
- 2011: Harry Potter i Insygnia Śmierci: Część II – Fenrir Greyback